# Lyrurus
Lyrurus  es un género de aves galliformes en la familia Phasianidae conocidas vulgarmente como gallos lira.

## Especies
El género contiene dos especies:
- Lyrurus tetrix (Linnaeus, 1758) – gallo lira común;
- Lyrurus mlokosiewiczi (Taczanowski, 1875) – gallo lira caucasiano.